# Parathona albostriata
Parathona albostriata är en insektsart som beskrevs av Victor Antoine Signoret 1853. Parathona albostriata ingår i släktet Parathona och familjen dvärgstritar. Inga underarter finns listade i Catalogue of Life.